# Sedum tianmushanense
Sedum tianmushanense är en fetbladsväxtart som beskrevs av Y.C. Ho och F. Chai. Sedum tianmushanense ingår i Fetknoppssläktet som ingår i familjen fetbladsväxter. Inga underarter finns listade i Catalogue of Life.